# Andile Phehlukwayo
Andile Lucky Phehlukwayo (* 3. März 1993 in Durban, Südafrika) ist ein südafrikanischer Cricketspieler, der seit 2016 für die südafrikanische Nationalmannschaft spielt.

## Kindheit und Ausbildung
Phehlukwayo spielte im U12-Cricket-Team von KwaZulu-Natal, erhielt jedoch ein Stipendium für die High School für seine Leistungen im Hockey. Er war dann Teil des südafrikanischen Teams bei der ICC U19-Cricket-Weltmeisterschaft 2014.

## Aktive Karriere
Phehlukwayo gab sein First-Class-Debüt für KwaZulu-Natal im Januar 2014. Im September 2016 folgte sein Debüt in der Nationalmannschaft, als er gegen Irland sein erstes ODI bestritt. Kurz darauf erreichte er gegen Australien 4 Wickets für 44 Runs. Sein Debüt im Twenty20-Crcket folgte im Januar 2017 gegen Sri Lanka. Dem folgte ein Twenty20 in Neuseeland, bei dem ihm 3 Wickets für 19 Runs gelangen. Dies ermöglichte es ihm sich einen Platz im Team für die ICC Champions Trophy 2017 zu sichern, wo er ein Spiel absolvierte. Gegen Bangladesch gab er dann sein Test-Debüt im September 2017. Im zweiten Test der Serie gelangen ihm dann 3 Wickets für 36 Runs. Beim zweiten ODI der Tour konnte er dann noch ein Mal 4 Wickets für 40 Runs hinzufügen. Nachdem er gegen Simbabwe im Dezember dann seine beste Test-Leistung erreichen konnte (3/13), verlor er nach der im Januar 2018 ausgetragenen Tour gegen Indien seinen Platz im Test-Team.
Im August 2018 konnte er dann in der ODI-Serie in Sri Lanka zwei Mal drei Wickets (3/45 und 3/74) erzielen. In der Saison 2018/19 folgten dann 3 Wickets für 33 Runs in Australien, bevor Pakistan nach Südafrika kam. Dort erreichte er dann 4 Wickets für 22 Runs im zweiten ODI, wofür er als Spieler des Spiels ausgezeichnet wurde, und 3 Wickets für 36 Runs in den Twenty20s. Gegen Sri Lanka konnte er dann im März in den Twenty20s drei (3/25) und vier (4/24) Wickets erreichen In der Folge wurde er dann für den Cricket World Cup 2019 nominiert, bei dem er gegen Bangladesch (2/52), Afghanistan (2/18) und Australien (2/22) jeweils zwei Wickets erzielte.
Im Juli 2021 erreichte er in Irland 3 Wickets für 56 Runs in den ODIs, jedoch wurde er nicht für den ICC Men’s T20 World Cup 2021 nominiert. Im Januar 2022 folgten dann 3 Wickets für 40 Runs in der ODI-Serie gegen Indien. Nachdem er im Sommer 2022 3 Wickets für 39 Runs in den Twenty20s in England erreichte, verpasste er abermals die Nominierung für die kommende Weltmeisterschaft. Auch verlor er in der Folge generell den Anschluss ans Team. Erst als sich Anrich Nortje und Sisanda Magala vor dem Cricket World Cup 2023 verletzten, fand er dann einen Platz im Team für das Turnier.